# Dušan Kuciak
Dušan Kuciak (pronunciación en eslovaco: /ˈduʃan ˈkutsɪ̯ak/; Žilina, Checoslovaquia, 21 de mayo de 1985) es un futbolista eslovaco que juega como guardameta en el Raków Częstochowa de la Ekstraklasa de Polonia.

## Trayectoria
Fue parte de la cantera del MŠK Žilina. Su hermano Martin Kuciak también es futbolista y juega como guardameta. Con 16 años, firmó su primer contrato con el  FK AS Trenčín de la Superliga de Eslovaquia. Después de un período de dos años en Trenčín, regresó al Žilina, donde llegó como portero suplente, ya que el arquero titular era Ján Mucha. A pesar de no jugar en absoluto, se vinculó al club West Ham United de la  Premier League inglesa, donde fue cedido por 6 meses. En enero de 2006, regresó al Žilina y se estableció como portero titular. Ganó la Corgoň Liga en la temporada 2006-07.
El 26 de junio de 2008, firmó un contrato de tres años con el club rumano FC Vaslui. Fue comprado para reemplazar a Cristian Hăisan, que se encontraba suspendido, pero se estableció rápidamente como portero titular. Fue el único jugador que jugó todos los minutos de la temporada, y el primero en la historia del Vaslui que logró esta hazaña. Fue capitán del equipo en algunos partidos, mientras Cânu estaba en el banco. El 4 de agosto, recibió una tarjeta roja en un partido de UEFA Europa League contra el Omonia Nicosia. El 26 de septiembre, después de un conflicto con el entrenador del equipo, fue relegado al banco, y parecía perdido su lugar en el equipo, pero debido a la mala actuación de Hăisan, se restableció como el portero titular. Al final de la temporada, estableció un nuevo récord para el Vaslui: atajar de cuatro de cinco penales, y también recibir solo 17 goles en 23 partidos.
Jugó en el Legia de Varsovia desde 2011 hasta 2016, obteniendo 5 títulos. En 2016, ficha por el Hull City de Inglaterra, pero dejó de ser jugador del club a principios de 2017, antes del posterior descenso a la Football League Championship. Fichó para el Lechia Gdańsk a inicios del 2017.

## Selección nacional
Ha sido internacional con la selección de fútbol de Eslovaquia en 14 ocasiones. Hizo su debut internacional con Eslovaquia el 10 de diciembre de 2006, en una victoria por 2-1 contra Emiratos Árabes Unidos. Después de una ausencia de dos años en el seleccionado nacional, fue llamado de nuevo en 2009, debido a sus impresionantes actuaciones en el FC Vaslui. Fue nombrado en el plantel provisional de 30 jugadores para la Copa del Mundo de 2010. Jugó en el segundo partido de preparación de la República Eslovaca, en el que fue sustituido en el minuto 85, debido a una lesión. Sin embargo, se mantuvo para la lista definitiva de 23 jugadores para la Copa del Mundo de 2010, en la que llevaba el número 23 en la camiseta.

### Participaciones en Copas del Mundo
| Mundial                        | Sede      | Resultado        | Partidos | Goles |
| ------------------------------ | --------- | ---------------- | -------- | ----- |
| Copa Mundial de Fútbol de 2010 | Sudáfrica | Octavos de final | 0        | 0     |

## Clubes
| Club                             | País       | Año       |
| -------------------------------- | ---------- | --------- |
| FK AS Trenčín                    | Eslovaquia | 2001-2002 |
| MŠK Žilina                       | Eslovaquia | 2002-2008 |
| → West Ham United F. C. (cedido) | Inglaterra | 2005      |
| F. C. Vaslui                     | Rumania    | 2008-2011 |
| Legia de Varsovia                | Polonia    | 2011-2016 |
| Hull City A. F. C.               | Inglaterra | 2016-2017 |
| Lechia Gdańsk                    | Polonia    | 2017-2024 |
| Raków Częstochowa                | Polonia    | 2024-     |

## Palmarés

### Campeonatos nacionales
| Título                  | Club              | País       | Año  |
| ----------------------- | ----------------- | ---------- | ---- |
| Corgoň Liga             | MŠK Žilina        | Eslovaquia | 2003 |
| Supercopa de Eslovaquia | MŠK Žilina        | Eslovaquia | 2003 |
| Corgoň Liga             | MŠK Žilina        | Eslovaquia | 2004 |
| Supercopa de Eslovaquia | MŠK Žilina        | Eslovaquia | 2004 |
| Corgoň Liga             | MŠK Žilina        | Eslovaquia | 2007 |
| Supercopa de Eslovaquia | MŠK Žilina        | Eslovaquia | 2007 |
| Copa de Polonia         | Legia de Varsovia | Polonia    | 2012 |
| Copa de Polonia         | Legia de Varsovia | Polonia    | 2013 |
| Ekstraklasa             | Legia de Varsovia | Polonia    | 2013 |
| Ekstraklasa             | Legia de Varsovia | Polonia    | 2014 |
| Copa de Polonia         | Legia de Varsovia | Polonia    | 2015 |
| Ekstraklasa             | Legia de Varsovia | Polonia    | 2016 |
| Copa de Polonia         | Legia de Varsovia | Polonia    | 2016 |
| Copa de Polonia         | Lechia Gdańsk     | Polonia    | 2019 |
| Supercopa de Polonia    | Lechia Gdańsk     | Polonia    | 2019 |

### Copas internacionales
| Título                    | Club         | País    | Año  |
| ------------------------- | ------------ | ------- | ---- |
| Copa Intertoto de la UEFA | F. C. Vaslui | Rumania | 2008 |

### Distinciones individuales
| Distinción                                 | Año  |
| ------------------------------------------ | ---- |
| Mejor jugador extranjero de la Ekstraklasa | 2013 |